# Gimnomera cerea
Gimnomera cerea är en tvåvingeart som först beskrevs av Daniel William Coquillett 1908.  Gimnomera cerea ingår i släktet Gimnomera och familjen kolvflugor. Inga underarter finns listade i Catalogue of Life.